# 516 Amherstia
Az 516 Amherstia egy a Naprendszer kisbolygói közül, amit Raymond Smith Dugan fedezett fel 1903. szeptember 20-án.